# Gilles Lecouty
Gilles Lecouty, né le 1er décembre 1942 à Migennes dans l'Yonne, est un accordéoniste français. Surnommé « Gilou », il fut l'accordéoniste du groupe Licence IV. Il a accompagné entre autres Pierre Perret, Renaud et Patrick Sébastien. 
En 2019, il participe à l’album Les choses fondamentales rejoignant pour l’occasion les musiciens du groupe La Mauvaise Herbe sur le morceau intitulé N’insistez pas. 

## Théâtre
- 1966 : Le Capitaine Fracasse d'après Théophile Gautier, adaptation Philippe Léotard, mise en scène Ariane Mnouchkine, Théâtre Récamier[2],[3].